# أوقست هرمان نيميير
أوقست هرمان نيميير (بالألمانية: August Hermann Niemeyer) (و. 1754 – 1828 م) هو شاعر، وعالم عقيدة، وأستاذ جامعي ألماني، ولد في هاله، توفي في مغدبورغ، عن عمر يناهز 74 عاماً.

## جوائز
حصل على جوائز منها:

Order of the Red Eagle 2nd Class ‏